# Troglodiplura
Troglodiplura (Main, 1969) è un genere di ragni appartenente alla famiglia Anamidae.

## Caratteristiche
Le specie di questo genere hanno abitudini cavernicole.

## Distribuzione
Le 5 specie note sono state rinvenute in Australia occidentale (grotte di Nullarbor Plain) e meridionale

## Tassonomia
Le caratteristiche di questo genere sono state descritte sulla base degli esemplari di T. lowryi, Main, 1969; trasferito alla famiglia Nemesiidae Simon, 1889, a seguito di uno studio dell'aracnologo Raven (1985a), pochi anni dopo è ritornato nella famiglia Dipluridae in base ad un altro lavoro della Main (1993b).
A seguito di un recente lavoro degli aracnologi Harvey et al., 2020, il genere da monospecifico è passato a contenere 5 specie ed è stato trasferito dalla famiglia Dipluridae alla nuova famiglia Anamidae.
Attualmente, a novembre 2020, si compone di 5 specie:
- Troglodiplura beirutpakbarai Harvey & Rix, 2020 - Australia meridionale
- Troglodiplura challeni Harvey & Rix, 2020 - Australia occidentale
- Troglodiplura harrisi Harvey & Rix, 2020 - Australia occidentale
- Troglodiplura lowryi Main, 1969[2] — Australia occidentale e meridionale
- Troglodiplura samankunani Harvey & Rix, 2020 - Australia occidentale